# Закон кратных отношений
Зако́н кра́тных отноше́ний —  один из стехиометрических законов химии: если два элемента  образуют друг с другом несколько соединений, то массы одного элемента, приходящиеся на единицу массы другого элемента, относятся как целые числа, обычно небольшие. Один из законов Дальтона.

## История открытия
На основе закона сохранения массы и новой химической систематики стала возможна постановка проблемы, послужившей предметом спора между Бертолле и Прустом. Сущность проблемы заключалась в том, соединяются ли вещества в некоторых определённых количественных соотношениях, зависящих от их природы, или же соотношения эти неопределенны, переменны и зависят исключительно от вводимых в реакцию количеств веществ. В первом случае следовало ожидать образования из каких-нибудь двух элементов только немногих соединений, резко отличающихся по составу, во втором — должен был бы получаться ряд таких соединений с постепенно изменяющимся составом. Таким образом, суть спора состояла в том, происходит ли изменение состава веществ скачкообразно (дискретно) или непрерывно.
Сторонником теории непрерывного изменения состава веществ выступил Бертолле, сторонником скачкообразного — Пруст. Признание в то время получили взгляды Пруста. Тем самым был установлен один из основных  законов химии — закон постоянства состава, заключающийся в том, что каждое химическое соединение имеет вполне определённый и постоянный состав.
Закон кратных отношений сформулирован в 1803 Дж. Дальтоном и истолкован им с позиций атомизма.
Однако, в начале 20 века было показано, что для подавляющего большинства неорганических соединений соотношение элементов меняется непрерывно, они были названы бертоллидами, в честь позиции Бертолле по этому вопросу. Соединения постоянного состава, подчиняющиеся закону Дальтона,  получили названия дальтониды.

## Примеры
1) Состав оксидов азота (в процентах по массе) выражается следующими числами:
|             | Закись азота N2O | Окись азота NO | Азотистый ангидрид N2O3 | Двуокись азота NO2 | Азотный ангидрид N2O5 |
| ----------- | ---------------- | -------------- | ----------------------- | ------------------ | --------------------- |
| N           | 63.7             | 46.7           | 36.8                    | 30.4               | 25.9                  |
| O           | 36.3             | 53.3           | 63.2                    | 69.6               | 74.1                  |
| Частное O/N | 0.57             | 1.14           | 1.71                    | 2.28               | 2.85                  |

Разделив числа нижней строки на 0,57, видим, что частные O/N для оксидов азота относятся как 1:2:3:4:5.
2) Хлористый кальций образует с водой 4 кристаллогидрата, состав которых выражается формулами: CaCl2·H2O, CaCl2·2H2O, CaCl2·4H2O, CaCl2·6H2O, т. е. во всех этих соединениях массы воды, приходящиеся на одну молекулу CaCl2, относятся как 1: 2: 4: 6.

## Ограничения и современное состояние
Закон кратных отношений не применим к соединениям нестехиометрического состава, к которым относится большинство кристаллических неорганических соединений, а также плохо применим к полимерам.
В настоящее время закон кратных отношений имеет скорее историческое значение, поскольку электронная теория строения химической связи и квантовохимические методы обладают существенно большей точность и предсказательной способностью в описании строения химических веществ.